# Молочный камень (пещера)
Молочный камень — карстовая пещера на Украине. Расположена в Украинских Карпатах, Тячевском районе Закарпатской области на территории Угольско-Широколужанского заповедного массива. Название происходит от цвета застывшего насыщенного известкового раствора из которого состоит свод и стены пещеры.

## Описание пещеры
Пещера образовалась в известняковой скале Молочный камень. Входное отверстие широкое и прямоугольное, размером 10 на 2,5 м, расположено с южной стороны скалы у её подножия. Благодаря этому пещера изнутри освещена рассеянным дневным светом. Пещера двухъярусная, с двумя ходами, которые расходятся от входа. Короткий западный ход заканчивается тупиком, а восточный переходит в достаточно просторный зал размером 10 на 15 м и высотой до 15 м. Он соединен узким коротким ходом ещё с одним небольшим залом, по которому сезонно течет небольшой ручей. На высоте 10 метров над первым залом расположен второй этаж пещеры, который ведет в глубь массива и заканчиваются залом 5 на 10 м. Общая длина пещеры — 92 м, объём — 63 м². В пещере есть сталактиты (размещены напротив входа), которые напоминают гигантские органные трубы.
В Молочном Камне выявлена стоянка пещерных людей, которые заселяли территорию Карпат в период позднего палеолита. Во время археологических раскопок во второй половине XX столетия было найдено много предметов быта давних жителей пещеры. Находки экспонируются в Закарпатском краеведческом музее (Ужгород) и Музее экологии гор и истории природопользования в Украинских Карпатах (Карпатский биосферный заповедник). 